# Палац культури «Металіст» (Харків)
Пала́ц культу́ри «Металі́ст» — палац культури та історична будівля у місті Харкові на вулиці Георгія Тарасенка.

## Історія
Збудований за проєктом міського архітектора Іліодора Загоскіна (1890—1893 рр.). Реконструйовий Олексієм Бекетовим 1923 року.